# Operacja Długie Ramię
Operacja Długie Ramię  (hebr. מבצע יד ארוכה, Miwca Jad Aruka, ang. Operation Outstretched Arm) – izraelska operacja wojskowa przeprowadzona 20 lipca 2024 roku na terytorium Jemenu przez Siły Powietrzne Izraela jako odwet za ataki Hutich na Izrael. Celem operacji było zbombardowanie celów, które według izraelskiej armii miały być używane przez siły Hutich i Iran.   
W ramach ataku zbombardowano port w Al-Hudajdzie, składy paliwa, urządzenia i obiekty związane z zasilaniem oraz inne obiekty portowe. Wśród ofiar znalazło się 14 zabitych, ponad 90 rannych i ponad sześć zaginionych osób. Był to jednocześnie pierwszy izraelski atak na terytorium Jemenu w historii. 

## Tło ataku
Ruch Hutich krótko po ataku Izraela na Gazę zadeklarował czynne wsparcie dla Palestyńczyków i rozpoczął ataki na Izrael, które nasiliły się wiosną 2024 (celem ataków stało się zarówno terytorium Izraela, jak i statki płynące do i z jego portów).
W nocy 20 lipca 2024 roku doszło do ataku na Tel Awiw, dokładnie na ul. Bena Jehudy. Ataku dokonano przy pomocy drona zidentyfikowanego przez Izraelczyków jako irańskiej produkcji Samad-3. W wyniku eksplozji zginęła jedna osoba, a 10 zostało rannych. Do ataku przyznała się szyicka grupa Hutich z Jemenu. Był to pierwszy atak Hutich na Izrael z ofiarami   .
Ponadto, izraelska armia podała, że od rozpoczęcia wojny pomiędzy Hamasem a Izraelem, w październiku 2023 roku, Huti wystrzelili ponad 220 różnego rodzaju pocisków balistycznych, manewrujących oraz dronów w kierunku Państwa Izrael . Huti przeprowadzali również ataki na statki powiązane z Izraelem na Morzu Czerwonym .

## Przebieg operacji
Operacja odwetowa za atak na Tel Awiw została zatwierdzona 20 lipca podczas spotkania ministra obrony Jo’awa Galanta z szefem Sztabu Generalnego Sił Obronnych Izraela Hercim Halewim oraz przedstawicielami szczebli dowódczych armii. Za cel ataku wyznaczono port w Al-Hudajdzie (około 1700 km od Izraela). Według doniesień armii znajdowały się w nim obiekty wykorzystywane przez Hutich, a sam port wykorzystywano do przyjmowania transportów broni z Iranu  . Jak zaznaczył rzecznik Sił Obronnych Izraela: „nie mamy zamiaru atakować narodu jemeńskiego – działamy przeciwko terrorowi Hutich”. Jednak port w Al-Hudajdzie jest też miejscem odbioru prawie 70% pomocy humanitarnej kierowanej dla Jemenu w związku z trwającą tam od 2015 roku wojną domową. Celem stała się również infrastruktura energetyczna w mieście .

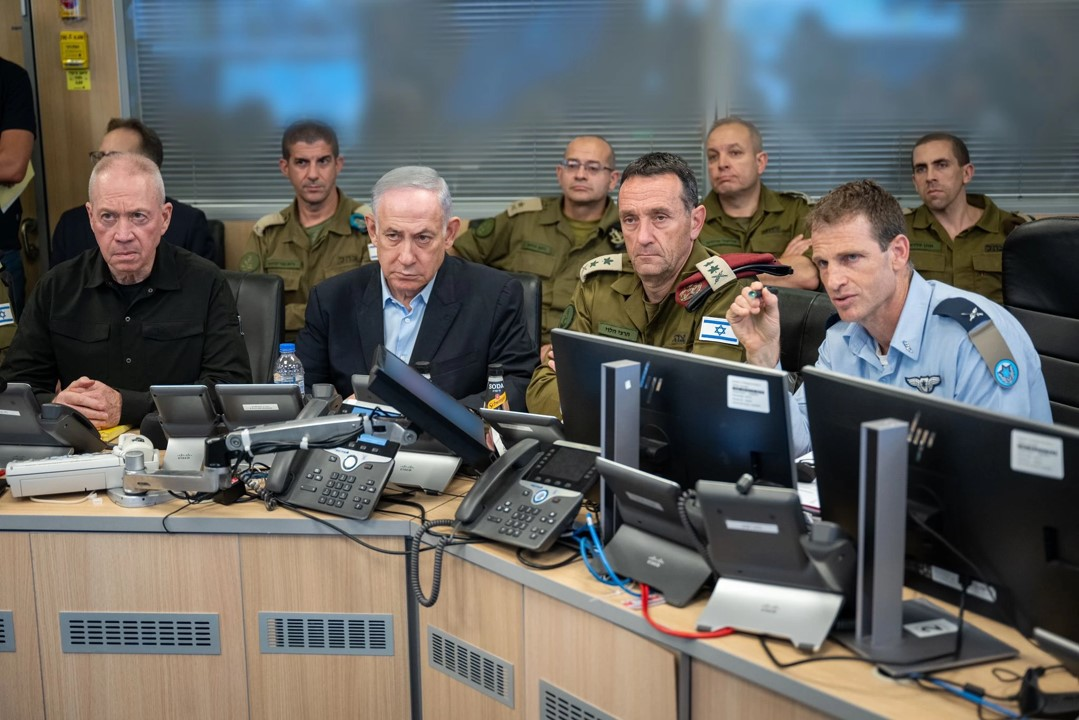
Od lewej minister obrony Jo’aw Galant, premier Benjamin Netanjahu, szef sztabu gen. por. Herci Halewi oraz szef sztabu Sił Powietrznych Izraela gen. bryg. Omer Tiszler w Ha-Kirji

Atak na port rozpoczęto 20 lipca około godziny 18:00. Operacja ta była pierwszym uderzeniem Izraela na Jemen w historii. Do operacji zaangażowano 122. Eskadrę Nachszon, która odpowiadała za przeprowadzenie zwiadu powietrznego, a także 140. Eskadrę Neszer ha-Zahaw. Do ataku na cele wyznaczono samoloty F-15 Ra’am i F-16 Sufa, samoloty F-35 Adir stanowiły osłonę i eskortę. Z kolei przynajmniej jeden Boeing 707 Re’em służył jako latający tankowiec  . 
Ministerstwo Zdrowia Hutich podało, na podstawie wstępnych danych, że w ataku zginęło sześć osób, a 87 zostało rannych. Nie podano do informacji, czy wśród zabitych byli bojownicy Hutich. Dwa dni po ataku Sky News podała, że liczba ofiar wzrosła do 14 osób zabitych, ponad 90 rannych i sześciu zaginionych. W ramach nalotu zniszczono dźwigi portowe , infrastrukturę energetyczną, co najmniej 33 zbiorniki na paliwo Yemen Petroleum Company (co doprowadziło do straty 150 000 ton paliwa) oraz rafinerię portową (stracono zapas 780 000 litrów paliwa). Straty powstałe w wyniku izraelskiego ataku oszacowano na 20 milionów dolarów. Doki portowe również zostały uszkodzone, jednak pracę portu wznowiono po trzech dniach od ataku. Po stronie izraelskiej nie poniesiono strat. 
21 lipca w ramach odwetu za izraelski atak Huti wystrzelili w kierunku Ejlatu pocisk balistyczny, który został jednak przechwycony około godziny 12:00 przez pocisk systemu Chec 3 . 

## Reakcje na operację
- Izrael – premier Benjamin Netanjahu stwierdził, że Huti są częścią „irańskiej osi zła”, a Izrael „skrzywdzi każdego, kto zagraża jego bezpieczeństwu i bezpieczeństwu jego obywateli”. Jednocześnie premier zaznaczył, że port stał się celem ataku, ponieważ był wykorzystywany przez Hutich do odbioru uzbrojenia z Iranu. Minister spraw zagranicznych Izraela Isra’el Kac nazwał operację „poważnym ciosem w terror Iranu w Jemenie”. Poparcie dla operacji wyrazili także politycy Obozu Państwowego Beni Ganc i Gide’on Sa’ar[16] .
- Hezbollah – organizacja potępiła atak, nazywając go „głupim krokiem”, który zwiastuje „nową, niebezpieczną fazę bardzo ważnej konfrontacji w regionie”[17]. Jednocześnie Hasan Nasr Allah uznał go za izraelską prowokację i próbę wciągnięcia Hezbollahu w długotrwałą wojnę. Zaznaczył, że Partia Boga zainteresowana jest wyłącznie obroną Strefy Gazy i powstrzymaniem ataków na Liban[18].
- ONZ – sekretarz generalny António Guterres wyraził zaniepokojenie możliwością dalszej eskalacji konfliktu na Bliskim Wschodzie oraz wezwał wszystkie strony do powstrzymania się od dalszych ataków, które mogą zaszkodzić ludności cywilnej[15] .
- Hamas – ugrupowanie potępiło atak, stwierdzając, że „okupant spłonie w ogniu roznieconym w Al-Hudajdzie (...)”[11].
- Arabia Saudyjska – monarchia zaprzeczyła swojemu udziałowi w ataku, zastrzegając, że nie pozwoli, aby przestrzeń powietrzna kraju została użyta do jakiegokolwiek ataku[7] .
- Stany Zjednoczone – administracja Joego Bidena również odcięła się od izraelskiego ataku[7] .
- Jemen – uznawany przez społeczność międzynarodową rząd Jemenu potępił izraelski atak i zwrócił się do Hutich, aby nie angażowali Jemeńczyków w „absurdalne bitwy w interesie irańskiego reżimu”. Wobec Izraela i Iranu wystosowano również ostrzeżenie, żeby oba państwa nie wykorzystywały terytorium Jemenu do prowadzenia konfliktu między sobą[19].
- Oman – potępił atak na jemeński port, uznając go za nową formę eskalacji konfliktu w regionie, która może skomplikować sytuację międzynarodową na Bliskim Wschodzie[20].
- Kuwejt – skrytykował atak, stwierdzając, że podkopuje on wysiłki społeczności międzynarodowej w celu zakończenia konfliktu[20].
- Huti – rzecznik ruchu zaznaczył, że atak nie powstrzyma Hutich przed dalszym wspieraniem Palestyńczyków, co więcej, wysiłki te ulegną intensyfikacji[1] . Natomiast przywódca ruchu Abdul Malik al-Houthi zapowiedział dalszą eskalację konfliktu z Izraelem, a w wywiadzie dla irańskich mediów powiedział, że „Jemeńczycy cieszą się, że mogą być w bezpośrednim starciu z izraelskim przeciwnikiem”[21].